# 대한민국 민법 제750조
대한민국 민법 제750조는 불법행위에 대한 손해배상책임에 대한 민법 채권법 조문이다.

## 조문
제750조(불법행위의 내용) 고의 또는 과실로 인한 위법행위로 타인에게 손해를 가한 자는 그 손해를 배상할 책임이 있다.

第750條(不法行爲의 內容) 故意 또는 過失로 因한 違法行爲로 他人에게 損害를 加한 者는 그 損害를 賠償할 責任이 있다.

Article 750 (Torts) One who causes damage  intentionally or negligently to others by tortious act is liable for the damage.

## 참조 조문
일본민법 제709조(불법행위에 의한 손해배상) 고의 또는 과실로 인해 타인의 권리 또는 법률상 보호되는 이익을 침해한 자는 이로 인해 생긴 손해를 배상할 책임을 진다.

## 성립요건
① 가해자에게 고의 또는 과실이 있어야 하고 ② 가해행위가 위법해야 하며 ③ 가해행위와 피해의 발생 사이에 인과관계가 인정되고 ④ 피해자에게 손해가 발생해야 한다.

## 사례
- 싸움을 말리다 싸움중인 자로부터 구타를 당해 상해를 입은 경우 싸움중인 자는 상해를 입은 자에게 손해배상의 책임이 있다[1]

## 같이 보기
- 불법행위
- 불법행위 판례 목록

## 참고 문헌
- 오현수, 일본민법, 진원사, 2014. ISBN 9788963463452
- 오세경, 대법전, 법전출판사 , 2014 ISBN 9788926210277
- 이준현 , LOGOS 민법 조문판례집, 미래가치, 2015. ISBN 9791155020869